# Iphiaulax perfectus
Iphiaulax perfectus är en stekelart som beskrevs av Szepligeti 1914. Iphiaulax perfectus ingår i släktet Iphiaulax och familjen bracksteklar. Inga underarter finns listade i Catalogue of Life.